# Israelischer Meister (Eishockey)
Der Israelische Meister im Eishockey wird seit der Saison 1993/94 in der israelischen Eishockeyliga ausgespielt. Rekordmeister sind mit sechs Meistertiteln die Haifa Hawks.

## Bisherige Titelträger
- 2019: HC Bat Yam
- 2018: HC Bat Yam
- 2017: Rishon Devils
- 2016: HC Bat Yam
- 2015: Devils Rischon LeZion
- 2014: Devils Rischon LeZion
- 2013: Devils Rischon LeZion
- 2012: Maccabi Metulla
- 2011: HC Metulla
- 2010: HC Ma’alot
- 2009: Ice Time Herzlia
- 2008: Haifa Hawks
- 2007: Haifa Hawks
- 2006: Haifa Hawks
- 2005: HC Maccabi Amos Lod
- 2004: HC Maccabi Amos Lod
- 2003: HC Ma'alot
- 2002: HC Ma'alot
- 2001: HC Maccabi Amos Lod
- 2000: HC Ma'alot
- 1999: HC Metulla
- 1998: HC Maccabi Amos Lod
- 1997: Jerusalem Capitals
- 1996: Lions Jerusalem
- 1995: HC Bat Yam
- 1994: HC Haifa
- 1991: HC Haifa
- 1990: HC Haifa

## Meisterschaften nach Teams
| Titel | Mannschaft          | Jahr                               |
| ----- | ------------------- | ---------------------------------- |
| 6     | Haifa Hawks         | 1990, 1991, 1994, 2006, 2007, 2008 |
| 4     | HC Maccabi Amos Lod | 1998, 2001, 2004, 2005             |
| 4     | HC Ma’alot          | 2000, 2002, 2003, 2010             |
| 4     | Rishon Devils       | 2013, 2014, 2015, 2017             |
| 3     | HC Bat Yam          | 1995, 2016, 2018                   |
| 2     | HC Metulla          | 1999, 2011                         |
| 1     | Lions Jerusalem     | 1996                               |
| 1     | Jerusalem Capitals  | 1997                               |
| 1     | HC Herzlia          | 2009                               |
| 1     | Maccabi Metulla     | 2012                               |